# المجلس التأسيسي للمملكة العراقية
تشكل المجلس التأسيسي من بعض زعماء العراق وسياسية وشخصياته المعروفة بضمنها نوري السعيد باشا وعبد المحسن السعدون ورشيد عالي الكيلاني باشا وجعفر العسكري وياسين الهاشمي وعبد الوهاب بيك النعيمي الذي عرف بتدوين المراسلات الخاصة بتأسيس المملكة العراقية. بعد ان اختير نقيب أشراف بغداد السيد عبد الرحمن النقيب الكيلاني رئيسا لوزراء العراق وبعد أن عقد مؤتمر القاهرة والذي نادى بالأمير فيصل الأول ملكاً على عرش العراق، وتم تتويجه في يوم 23 آب من عام1921، اصدر الملك فيصل الأول امرا ملكيا بانتخاب المجلس التأسيسي الذي تولى من ضمن العديد من المهام كتابة دستور للعراق، تشريع قانون للانتخابات العامة، المصادقة على المعاهدة العراقية البريطانية، تشكيل حكومة وطنية عراقية انتقالية، وتشكيل الوزارات والمؤسسات والدوائر العراقية، واختيار الساسة العراقيين لتولي المهام الحكومية. بدأت الانتخابات للمجلس التأسيسي في ظل حكومة السعدون في أكتوبر 1922 وتم الانتهاء منها في عهد حكومة جعفر العسكري في شباط 1924.

## وصلات خارجية
- ملاحق جريدة المدى ، المجلس التأسيسي العراقي 1924.[2]